# Eastern Columbia Building

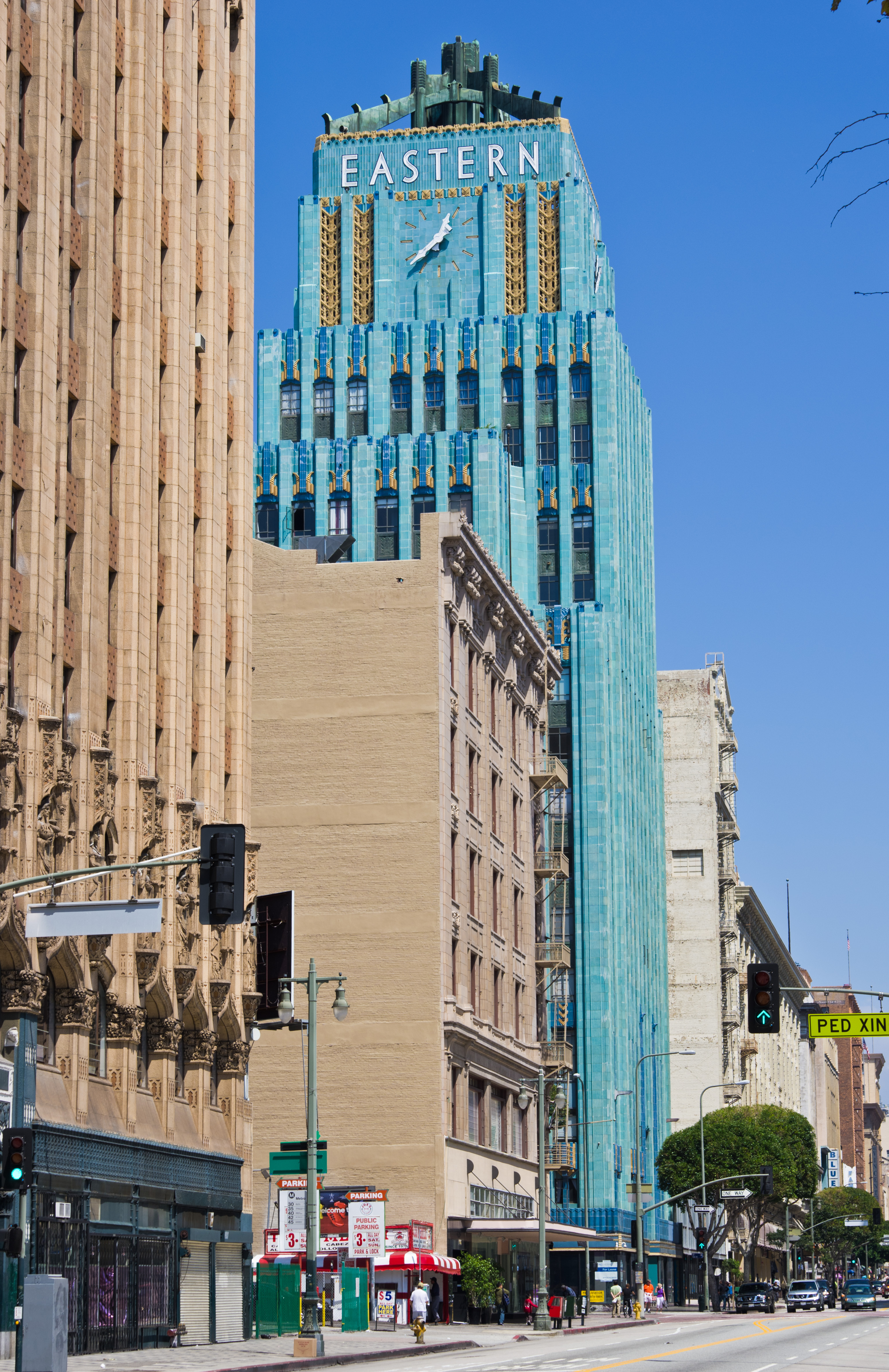
Het Eastern Columbia Building in Downtown Los Angeles.

Het Eastern Columbia Building is een dertien verdiepingen hoog gebouw in art-decostijl in het centrum (historic core) van de Amerikaanse stad Los Angeles. Het werd geopend op 12 september 1930. Het gebouw is ontworpen door Claud Beelman en bedekt met turquoise terracottategels. Destijds gold in het centrum een maximale bouwhoogte maar voor de klokkentoren werd een uitzondering gemaakt. Na een renovatie van twee jaar, waarbij het gebouw werd omgebouwd tot een appartementencomplex werd het in 2006 opnieuw geopend.